# Argopecten
Argopecten is een geslacht van tweekleppigen uit de  familie van de Pectinidae (mantelschelpen). 

## Soorten
- Argopecten gibbus (Linnaeus, 1758)
- Argopecten irradians (Lamarck, 1819)
- Argopecten noronhensis (Smith, 1885)
- Argopecten nucleus (Born, 1778)
- Argopecten purpuratus (Lamarck, 1819)
- Argopecten ventricosus (G. B. Sowerby II, 1842)